# Schildhouder
Een schildhouder  is in de heraldiek een figuur die een wapenschild vasthoudt. De schildhouders staan aan weerszijden van het schild opgesteld.

## Geschiedenis
De wapens van de eerste ridders waren eenvoudig; men beschilderde de wapenschilden die men droeg met geometrische patronen of dieren, zoals leeuwen. Toen de wapenschilden door de herauten op wapenrollen en andere documenten werden geschilderd, ontstond de heraldische kunst, waarin de wapenschilden met helmen, helmtekens en schildhouders werden gecombineerd. De schildhouder is geen deel van het wapen. Iemand zou dan ook voor een andere schildhouder kunnen kiezen dan zijn vader, moeder of broers. Toch houden veel families vast aan een bepaalde schildhouder, die generaties lang ongewijzigd deel van het wapen uitmaakt. Bij Nederlandse gemeentewapens en andere publiekrechtelijke lichamen en instellingen stelt de Hoge Raad van Adel ook de schildhouder vast. Meestal geschiedt toekenning daarvan op historische gronden: om een schildhouder toe te kennen moet er een wapen van een voorganger bekend zijn met één schildhouder. Hiervan wordt slechts zelden afgeweken.
Meestal zijn er twee schildhouders, maar de Schotse familie "of that Ilk" heeft er drie, en het IJslandse Staatswapen heeft er zelfs vier. Soms is er slechts één schildhouder. Die kan recht achter het schild staan, of ernaast. Voorbeelden hiervan zijn het wapen van Maastricht en het wapen van Enkhuizen.

## Voorbeelden van schildhouders
De klassieke schildhouders zijn leeuwen, adelaars, fabeldieren (zoals eenhoorns en griffioenen) en engelen. Ieder dier of iedere persoon die een schild met snavel, klauw, bek, hand of poot kan vasthouden, komt als schildhouder in aanmerking. Ook vissen en bomen kan men aanwenden.
- Margaret Thatcher gebruikte een admiraal en Sir Isaac Newton.[1]
- De Hohenzollern kozen voor wildemannen.
- De Nederlandse koningen kozen voor gouden leeuwen.
- Zaanstad heeft twee walvissen als schildhouders.
- De gemeente Hoorn heeft één schildhouder: een eenhoorn.
- Het wapen van de staat São Paulo staat in een krans van koffietakken
- Heeze-Leende en een aantal Belgische gemeenten voeren een boom als schildhouder.
- Karel van Lorreinen had als schildhouder twee gekroonde adelaars
- In de wapens van Valencia en Zierikzee staan letters als schildhouders
- Het wapen van Gent staat in een Hollandse tuin en wordt vastgehouden door de Gentse stedemaagd
- De schildhouder in het wapen van Aartselaar houdt twee schilden vast

Met uitzondering van vogels, duivels, en engelen moeten de schildhouders ook ergens op kunnen staan. Wanneer schildhouders worden getekend, is het gebruikelijk om ook een ondergrond te tekenen. Schildhouders kunnen ook op een lint met een devies staan.

## Schildhouders en deKerkelijke heraldiek
In de wapens van geestelijken en geprofeste leken is geen plaats voor schildhouders. Zij drukken hun kerkelijke rang uit door kwasten aan de zijkant van het wapen te hangen. Op meer informele wapens (bijvoorbeeld ex libri) is het niet ongebruikelijk het schild door een engel of heilige te laten vasthouden. Het is voorgeschreven om niet een afbeelding van een van de evangelisten te gebruiken.

## Schildhouders in Engeland en Schotland
Alleen de "peers", de hoge edelen, mogen schildhouders in hun wapen opnemen. Anderen mogen dit slechts bij wijze van privilege. Dat privilege wordt aan de "companionage" (leden van de hoogste orden) en de ridders van de Orde van Sint-Jan verleend. Anderen zijn strafbaar wanneer zij schildhouders in hun wapen afbeelden en zeker in Schotland zal de strenge Schotse Wapenkoning, de "Lord Lyon", daartegen optreden.

## Voorbeelden

Het grote Nederlandse Rijkswapen zoals dat in 1907 werd vastgesteld.
Het wapen van 's-Hertogenbosch met twee wildemannen als schildhouders.
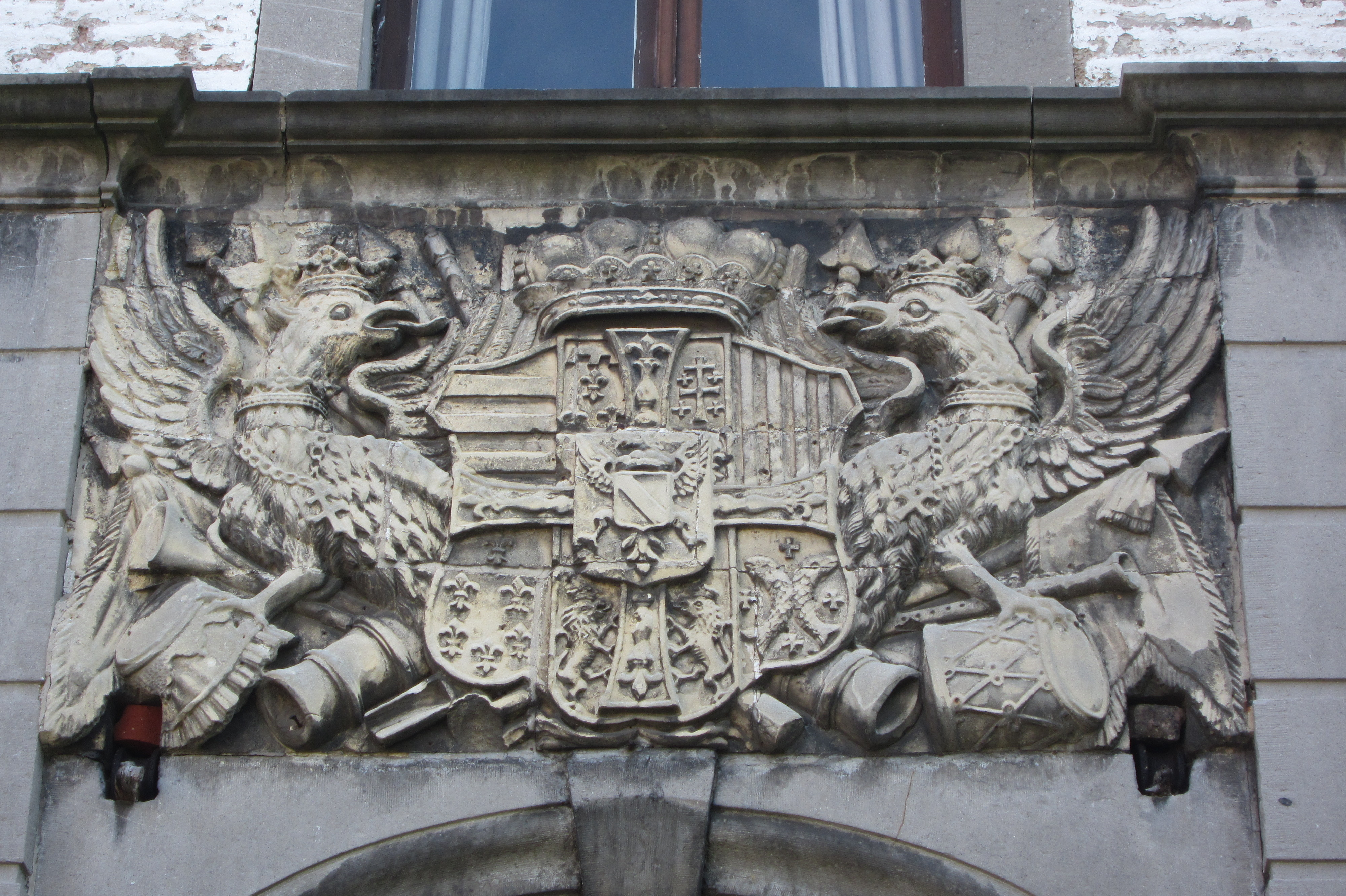
Hardstenen wapenschild grootmeester van de Duitse Orde Karel van Lotharingen aan de rentmeesterwoning te Diepenbeek met twee adelaars als schildhouder.
Twee Basutho paarden in het wapen van Lesotho
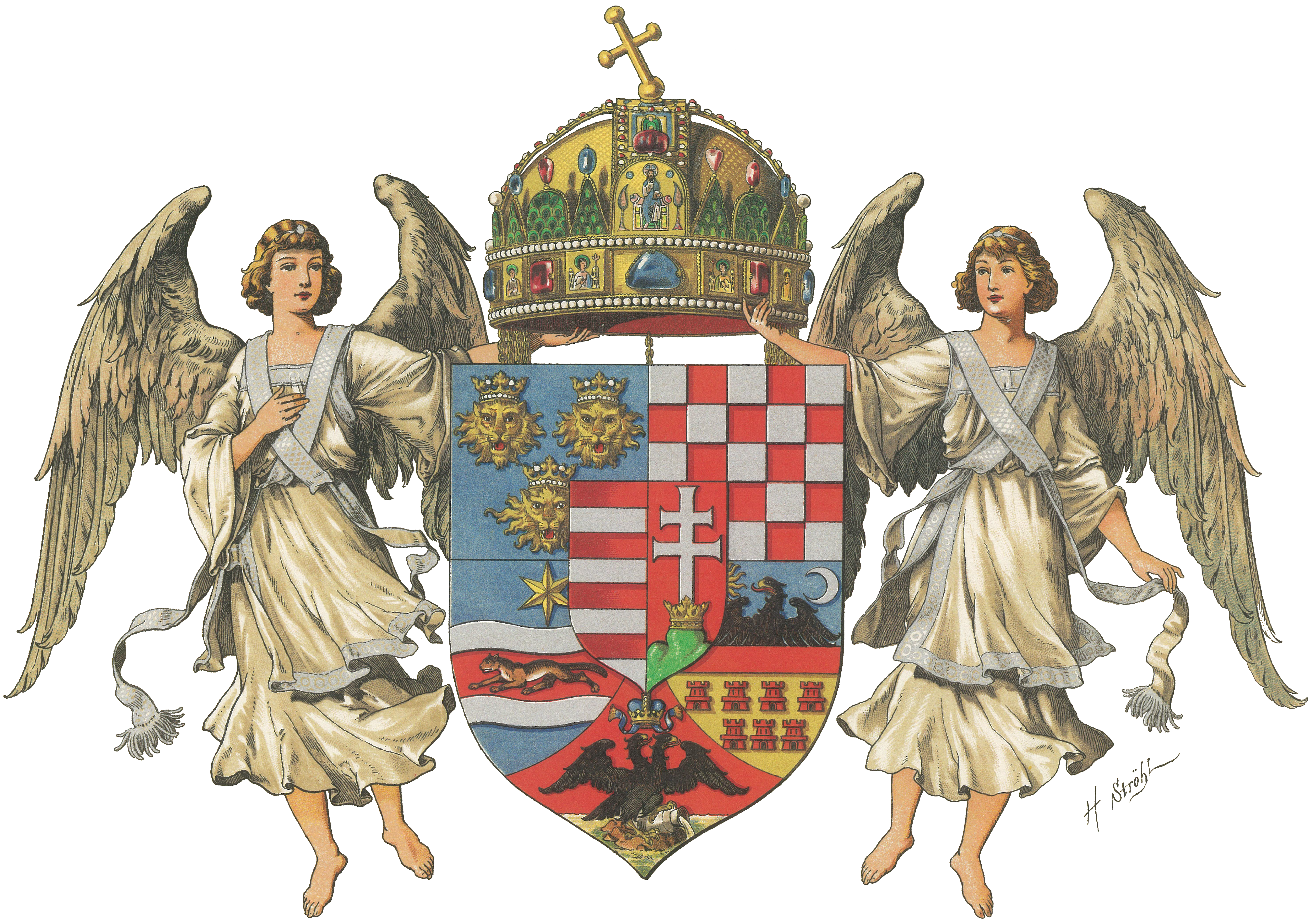
Twee vliegende Engelen dragen het oude Hongaarse wapen
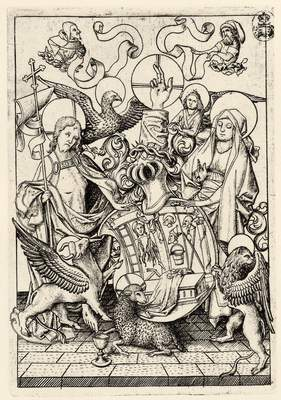
Passiewapen
Het wapen van het Belgische Aartselaar met twee schilden

## Referentie
- Wapendrager als synoniem voor schildhouder

adelaar · Agnus Dei · alliantiewapen · andreaskruis · ankerkruis · armoriaal · baldakijn · barensteel · Belgische leeuw · bezant · Bourgondisch kruis · brisure · cartouche · centaur · cordelière · dekkleed · dorpsvlag · dorpswapen· drieberg · dubbelkoppige adelaar · dwarsbalk · fleur de lis · fleuron · Friese adelaar · gaande leeuw · gecarteleerd · Gelderse leeuw · gepaald · gravenkroon · groot wapen · griffioen · hartschild · helmkroon · helmteken · heraldische kleur · herautstuk · hermelijn · hoed · Hollandse tuin · huismerk · Jeruzalemkruis · karbonkel · keizerskroon · keper · koek · kromstaf · kroon · krukkenkruis · kwartier · kwartileren · kwartierzoom · leeuw · markiezenkroon · merlet · molenijzer · motto · muurkroon · nassaublauw · natuurlijke kleur · Nederlandse leeuw · Nederlandse Maagd · ombrellino · ordeketen · palen · pentagram · pijlenbundel · raadselwapen · raaf · respectant · riddertoernooi · rijksbanier · rijkskleuren · rijksstandaard · rijkswapen · roos · Rudolfinische keizerskroon · Saksenros · Saladins Adelaar · scharlakenrood · schildhoofd · schildhouder · schildvoet · schildzoom · schoof · schuinbalk · schuinstreep sinister · sinister · sleutels van Petrus · socialistische heraldiek · sprekend wapen · stadskleuren · standaard · stedenmaagd · ster · tinctuur · vair · vermeerdering · vlag · vorstenhoed · vrijheidshoed · vrijkwartier · vrouwenwapen · wapen · wapenbelasting · Wapenboek Beyeren · Wapenboek Gelre · wapenbord · wapendiploma · wapendier · wapenkast · wapenkoning · wapenmantel · wapenrecht · wapenrol · wapenstier · wapentent · wassende en afnemende maan · Waterlandse zwaan · Westfriese boomwapens · wildeman · wolfsangel · wrong